# Sugarhill Gang (альбом)
Sugarhill Gang — дебютный студийный альбом американской рэп-группы The Sugarhill Gang, выпущенный фирмой Sugar Hill Records на грампластинках 7 февраля 1980 года.
Альбом состоит из шести треков и был записан в студии Sugar Hill Studios в городе Энглвуд штата Нью-Джерси. Тексты для альбома написали Крейг Дерри, Нейт Эдмондс, Сильвия Робинсон, Майкл Райт («Wonder Mike»), Генри Джексон («Big Bank Hank»), Кёртис Браун («Грэндмастер Кэз»), Гай О’Брайен («Master Gee»), Бренда Рейнольдс, Рэй Смит, Бернард Эдвардс и Найл Роджерс. Музыку для альбома создала фанк-группа Positive Force и другие. Музыка в альбоме представлена в жанрах диско («Rapper’s Reprise (Jam-Jam)», «Rapper’s Delight» с фанковой басовой линией), фанк («Bad News (Don’t Bother Me)», «Sugarhill Groove», «Passion Play»), соул («Here I Am»).
Является одним из первых рэп-альбомов. 3 мая 1980 года альбом достиг 32 места в чарте Top R&B/Hip-Hop Albums в американском журнале Billboard. Выходу альбома предшествовал 15-минутный дебютный сингл «Rapper’s Delight, который был выпущен 16 сентября 1979 года и продан миллионными тиражами, познакомил миллионов слушателей с хип-хопом и попал в чарты журнала Billboard: 36 место в Billboard Hot 100 и 4 место в Hot R&B Singles.

## Об альбоме
Весной 1979 года американская соул-певица Сильвия Робинсон вместе со своим мужем музыкальным продюсером Джо Робинсоном основала в городе Энглвуд штата Нью-Джерси музыкальный лейбл Sugar Hill Records. Лейбл был назван в честь культурно богатого района Шугар Хилл в Гарлеме. Однажды вечером в конце июня 1979 года Сильвия Робинсон оказалась на вечеринке в клубе Harlem World в Манхэттене, в 30 минутах от её дома в Энглвуде. Она увидела, как 19-летний диск-жокей Lovebug Starski играл для публики R&B-хиты и украшал музыку собственными рифмами и фразами. Некоторые называли это «rapping» («исполнение рэпа»). Диск-жокей что-то говорил в микрофон, а толпа реагировала на его слова, например, он просил «Поднять руки в воздух» и зрители это делали. И тогда ей пришла в голову идея записать рэп-сингл. На следующий день по просьбе матери её сын Джоуи начал разыскивать талантливых людей. Сперва он обратился к Касперу, М.С. из коллектива местного клуба, который согласился и передал миссис Робинсон демо-запись со своим рэпом. Сильвии понравился его голос и она отправилась в свою студию в августе 1979 года, чтобы записать фонограмму для рэпера. По её просьбе недавно подписанный фанк-коллектив Positive Force записал длинный инструментал на основе нового летнего хита «Good Times» группы Chic. Музыканты записывали каждый инструмент по отдельности. Перед тем, как начинается «Good Times», вступление к записи представляет собой вставку диско-хита 1979 года «Here Comes That Sound Again» британской группы Love De-Luxe. Но в назначенный для записи день Каспер не появился в студии Sugar Hill Studios, а через три дня Джоуи-младший и его мать выследили его ранним вечером в пятницу перед McDonald’s и узнали от Каспера, что его отец, радиоведущий, велел ему держаться подальше от Робинсонов.
Затем Сильвия, её 17-летний сын и его школьный друг Уоррен Мур сели в сине-зеленый автомобиль Джоуи марки Oldsmobile 98 и поехали в пиццерию Crispy Crust Pizza (рус. «Хрустящая корочка»), где, по словам Мура, работал 23-летний парень по имени Генри Джексон («Хэнк»), который всегда рифмует на ходу во время доставки пиццы. Джексон, который весил 380 фунтов (172 кг), залез в заднюю часть машины Джоуи и исполнил несколько рифм к треку, который миссис Робинсон проиграла на кассетной деке автомобиля. Джексон был знаком с рэп-сценой, работая вышибалой в таких клубах, как The Sparkle и Disco Fever в родном Бронксе. Он также был менеджером играющей в этих клубах группы The Cold Crush Brothers, под чьи записи он исполнял рэп на работе. Хэнк устроился в пиццерию только для того, чтобы выплатить кредит в размере двух тысяч долларов, потраченный на обновление звуковой системы для группы. Однако при знакомстве с Робинсонами Хэнк не стал упоминать The Cold Crush Brothers, тем не менее Сильвия одобрила кандидатуру Джексона. Затем к машине подошёл ещё один друг её сына, Марк Грин, и попросил прослушать своего знакомого 17-летнего Гая О’Брайена («Master Gee»), участника команды One on One из Джерси. После несколько словесных фраз Сильвия подумала: «Почему бы и нет?». Ещё один рэпер предложил свои услуги на этом прослушивании на обочине дороги, это был 22-летний двухметровый коллега ныне забытого Каспера по имени Майкл Райт («Wonder Mike»). Он начал исполнять рэп всего месяц назад и поначалу не произвёл впечатления. Сославшись на астму, он попросил и получил разрешение на ещё одну попытку, с которой успешно справился. Каждый из трёх рэперов подписал контракт с Sugar Hill Records, получив аванс примерно в полторы тысячи долларов.
В 2006 году Майкл Райт («Wonder Mike») изложил в интервью свою версию того, как он был принят в группу. По его словам, он впервые услышал рэп в мае 1979 года, когда его двоюродный брат пришёл к нему домой с большим бумбоксом и поставил аудиокассету с модным в то время рэпом. В то время «Wonder Mike» работал грузчиком по перестановке мебели, и в процессе работы начал придумывать рифмы в голове, после чего продемонстрировал их своему кузену — у него была диджейская группа Sound On Sound, и он присоединился к ним примерно через две недели после того, как услышал рэп. Однажды летом DJ Ron the Mad Master Mixer передал Сильвии Робинсон аудиокассету с записью своей группы Sound On Sound. Однако голос Майка на записи звучал плохо, поскольку у него была сильная астма и он задыхался. Тем не менее, диджей Рон и рэпер Майк были приглашены в дом Робинсонов, и когда они пришли, то в доме уже находились «Хэнк» и «Мастер Джи» и о чём-то спорили, а Робинсон сказала, что берёт их обоих. Тогда Майк сказал, что тоже может исполнять рэп и рассказал о собаке, мебели и обо всём, что было в комнате. После чего Робинсон сказала, что использует в записи всех троих.
Спешно найденному трио было велено явиться в следующий понедельник в студию Робинсонов Sugar Hill Studios. Именно здесь новые подопечные Сильвии превратились в Wonder Mike, Big Bank Hank и Master Gee, и получили кросс-рекламное название The Sugarhill Gang. 6 августа 1979 года 15-минутный трек «Rapper’s Delight» был записан с одного дубля, плюс несколько минут на исправление пары строк Майка. В студии было три микрофона, которые стояли рядом, и все трое рэперов стояли друг напротив друга. Майк был слева, Хэнк — посередине, а Джи — справа. В песне трио хвастается своей сексуальной доблестью, деньгами, непревзойденными навыками владения микрофоном и жалуется на боли в животе. По словам Майка, рифму «Hip-hop, hippie to the hippie, to the hip-hip-hop and you don’t stop», которую приписывают Киту Ковбою из Grandmaster Flash and the Furious Five и Lovebug Starski, он впервые услышал в своей группе Sound On Sound, все произносили её как дежурную фразу, и он просто продолжил произносить её в группе Sound On Sound, и решил оставить её для записи «Rapper’s Delight». Это стало его фирменной манерой говорить. Часть «To the bang-bang boogie, say up jump the boogie to the rhythm of the boogie, the beat» также была впервые услышана им в группе, ему понравилось, как синкопированно звучит буква «B» и он решил добавить это в «Rapper’s Delight». Во вступлении Майк использовал отрывок из вступления к телесериалу «За гранью возможного» (1963), в котором говорилось: «Не настраивайте свой телевизор, это не тест». Он изменил его на «То, что вы слышите, — это не тест». Джексон, не имевший опыта в написании текстов, обратился за рифмами к Grandmaster Caz, участнику The Cold Crush Brothers, и Кэз с радостью отдал ему свой блокнот, поскольку не верил в успех этой записи. Хэнк использовал рифмы Кэза как свои собственные. Это наиболее очевидно в его вступительном куплете в «Rapper’s Delight», когда вместо того, чтобы представиться как Big Bank Hank, он говорит: «Зацените, я C-A-S-A-, N-O-V-A, а остальное F-L-Y». (Casanova Fly — альтернативное прозвище Грэндмастера Кэза).
Сильвия решила отнести трек на радио, но радиостанции Нью-Йорка отказывались ставить его в эфир, и только одна станция WESL в Сент-Луисе решила взяться за «Rapper’s Delight». С нескольких прослушиваний пришёл заказ на 5 тысяч пластинок. Затем трек начали ставить по всей стране, Робинсоны не могли напечатать его достаточно быстро, приходилось заказывать и неделями ждать следующую партию. По словам сотрудника отдела продаж рекламы в Billboard, однажды было напечатано более 50 тысяч копий сингла в день. С одновременным взлётом «Rapper’s Delight» в Европе Sugar Hill создали промо-ролик для зарубежных рынков.
В записи песни «Rapper’s Reprise (Jam-Jam)» приняли участие девушки из первого женского хип-хоп-трио The Sequence (Cheryl «Cheryl The Pearl» Cook, Gwendolyn «Blondy» Chisolm, Angie «Angie B.» Stone), также подписанного на лейбл Sugar Hill Records в 1979 году. По словам Майка, они никогда не любили эту песню, поскольку она содержит банальные рифмы, и является бездарной песней для вечеринок с шумом толпы на заднем плане. Её исполняли на концертах до тех пор, пока «Хэнк» просто не перестал выходить на сцену во время этой песни, к тому же зрители в зале сказали, что им не нравиться эта песня.
В песне «Sugarhill Groove» музыканты пытались использовать два различных ритма (Pleasure — «Glide», 1979 и Juice — «Catch a Groove», 1976), но у них не получилось так, как они хотели. Кроме того, рэперы хотели, чтобы их голоса звучали лучше, поскольку кажется, что они далеко от микрофона.
Все коллеги по лейблу Sugar Hill начали ненавидеть участников группы The Sugarhill Gang, поскольку они были первыми на лейбле и Сильвия Робинсон симпатизировала им. Во время гастролей с фанк-группами, коллеги по сцене относились к ним с завистью. В 1980 году The Sugarhill Gang выступали на разогреве у Slave, Cameo, Zapp и Skyy, а к концу тура они выходили на сцену последними как хедлайнеры, а за кулисами в это время говорили, что «они не поют, они просто разговаривают». По словам Майка, участники группы никогда не получали роялти за использование их песен другими артистами, даже при создании ремиксов и ремейков (Ben Liebrand — «Rapper’s Delight» Hip Hop Remix '89, Def Squad — «Rapper’s Delight», 1998). По словам Грэндмастера Кэза, в случае с «Rapper’s Delight» Робинсоны были достаточно дерзкими, чтобы схватить музыку из хита «Good Times» группы Chic, не указав авторства. Только после релиза, под давлением Найла Роджерса и Бернарда Эдвардса из Chic, Sugar Hill указали дуэт в качестве соавторов и заплатили им.

## Критика
Как и многое в хип-хоп-культуре, «Rapper’s Delight» вызвал долю противоречий — начиная с того факта, что его игривый грув не отражал городской гнев другого рэпа того времени. The Sugarhill Gang также критиковали, потому что двое её участников (Wonder Mike и Master Gee) были из Нью-Джерси и никто из них никогда не был диджеем или MC.
«DJ AJ, Grandmaster Flash, Afrika Bambaataa, Kool Herc — все эти ребята были местными диджеями, которые делали местные шоу здесь, в Нью-Йорке. Поэтому, когда The Sugarhill Gang добились успеха, ребята, которые этим занимались, почувствовали, что их обманывают — или, знаете, 'Эти ребята не часть Бронкса, и они не боролись за то, чтобы довести хип-хоп до этой точки в 1979 году'. Поэтому поначалу к The Sugarhill Gang было много враждебности».Кёртис Блоу (рэпер из Бронкса)
Несмотря на некоторые дополнительные разногласия по поводу того, кто написал рифмы, «Rapper’s Delight» — важная запись. Она дала толчок карьере нескольких рэперов из Бронкса, включая Кёртиса Блоу.

### Ретроспектива
В 2000 году Элизабет Блэр из National Public Radio подчеркнула, что «Rapper’s Delight» построен на ритме диско. Грув был взят из мелодии «Good Times» группы Chic. Песня стала таким большим танцевальным хитом, что владельцы лейбла Sugar Hill Records решили, что смогут извлечь выгоду из её популярности.
В 2005 году Джоди Розен в журнале Blender отметил, что диско-композиция «Good Times» содержит одну из самых известных и влиятельных басовых линий всех времён, невероятно фанковый рифф из 20 нот, который стал звуковой подписью группы Chic. Песня подготовила почву для хип-хопа с самой фанковой басовой линией из когда-либо написанных.
В 2011 году Кёртис Циммерманн из Allmusic присвоил ему четыре звезды, отметил, что в своём музыковедческом контексте музыка звучит как ответвление диско и фанка.
В 2012 году Алекс Хендерсон из Allmusic присвоил ему четыре звезды, отметил, что половина песен даже не содержит рэп. Сильвия Робинсон очевидно посчитала, что выпуск альбома, полностью состоящего из рэпа, будет рискованным. «Bad News (Don’t Bother Me)» и «Here I Am», в которых The Sugarhill Gang поют вместо рэпа, — это романтические медленные R&B-джемы, а «Sugarhill Groove» — изящный диско-фанк-номер, намекающий на Роя Эйерса.
В 2012 году Джон Буш из Allmusic подчеркнул, что The Sugarhill Gang записала рэп-композицию поверх недавнего диско-хита «Good Times» группы Chic, исполненного сессионной группой. Буш подытожил, что хоть «Rapper’s Delight» не был первой рэп-записью, но больше, чем любой другой, этот сингл положил начало хип-хопу и познакомил мир с главным музыкальным новшеством последних двух десятилетий 20-го века.

## Список композиций
| №  | Название                                              | Автор(ы)                                                    | Длительность                                |
| -- | ----------------------------------------------------- | ----------------------------------------------------------- | ------------------------------------------- |
| 1. | «Here I Am»                                           | Craig Derry, Nate Edmonds                                   | 5:09                                        |
| 2. | «Rapper’s Reprise (Jam-Jam) (featuring The Sequence)» | Sylvia Robinson                                             | 7:40                                        |
| 3. | «Bad News (Don’t Bother Me)»                          | Guy O’Brien, Henry Jackson, Michael Wright                  | 6:45                                        |
| 4. | «Sugarhill Groove»                                    | Guy O’Brien, Henry Jackson, Michael Wright, Sylvia Robinson | 9:52                                        |
| 5. | «Passion Play»                                        | Brenda Reynolds, Nate Edmonds, Ray Smith                    | 5:10                                        |
| 6. | «Rapper’s Delight»                                    | Bernard Edwards, Nile Rodgers                               | 14:37 [4:55 — сокращённая сингловая версия] |

Примечания
- «Rapper’s Delight» содержит вставки из «Good Times», написанной Бернардом Эдвардсом и Найлом Роджерсом и исполненной Chic, а также «Here Comes That Sound Again», написанной Уильямом Хокшоу (в титрах не указан) и исполненной Love De-Luxe.

## Участники записи
- Рэп-исполнители — Big Bank Hank, Wonder Mike, Master Gee (The Sugarhill Gang)
- Бэк-вокал и ритм-аранжировки — Positive Force (треки 3, 5, 6)
- Бас-гитара — Бернард Роланд (треки 3, 5, 6), Дуглас Уимбиш, возможно Чип Ширин[17][18] (трек 6)
- Ударные — Брайан Хортон (треки 3, 5, 6), Кит ЛеБлан
- Гитара — Альберт Питтман (треки 3, 5, 6[19]), Скип Макдональд, возможно, Брайан Морган[18][20] (трек 6)
- Клавишные — Нэйт Эдмондс, Скитч Смит
- Перкуссия — Крейг Дерри, Гарри Рейес, Джон Стамп
- Вибрафон, дополнительный вокал — Сильвия Робинсон
- Специальное гостевое участие — Тито Пуэнте
- Спецэффекты — Билли Джонс, Нейт Эдмондс
- Продюсер, звукорежиссёр, микширование — Билли Джонс, Нейт Эдмондс, Сильвия Робинсон

## Чарты
| Чарт (1980)                            | Высшая позиция |
| -------------------------------------- | -------------- |
| Australian Albums (Kent Music Report)  | 92             |
| Нидерланды (Album Top 100)             | 17             |
| США (Billboard Top R&B/Hip-Hop Albums) | 32             |

### Синглы
| 1979 | «Rapper’s Delight» | 36 | 4 |